# Nina Zanjani

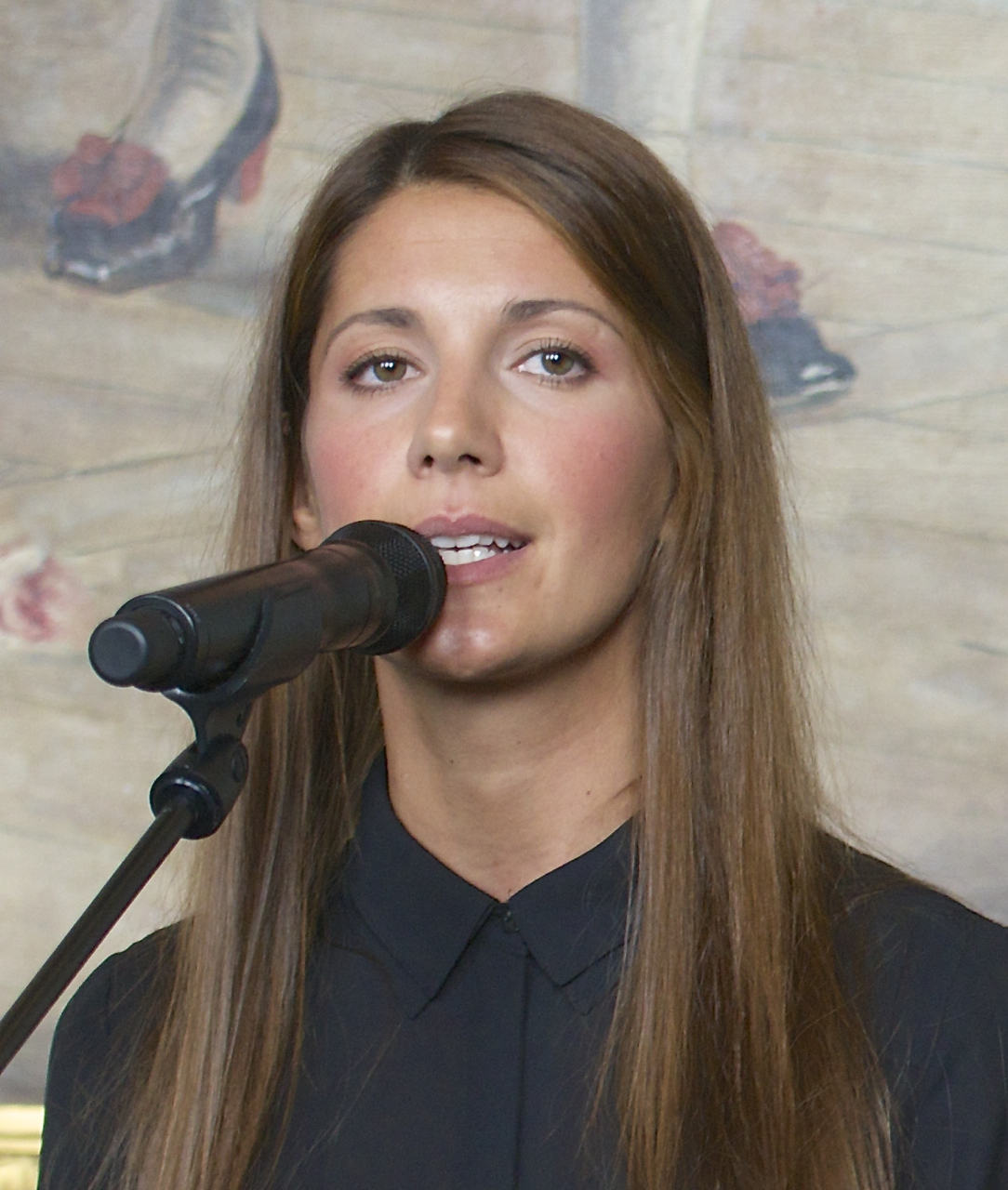
Nina Zanjani (2014)

Nina Zanjani (* 1. September 1981) ist eine schwedische Schauspielerin mit persischen Wurzeln, die in Stockholm lebt.

## Leben
Nina Zanjani war von 2004 bis 2007 Studentin an der Stockholms Elementära Teaterskola (SET) und schloss 2007 die Stockholmer Theaterhochschule ab. Sie arbeitete in den Aufführungen von Festen und Woyzeck des Kungliga Dramatiska Teatern (kurz: Dramaten, Königliches Dramatisches Theater) mit und spielte 2005 die Josie in der aufsehenerregenden Aufführung von Rona Munros Järn (deutsch: Eisen) am Göteborger Backatheater.

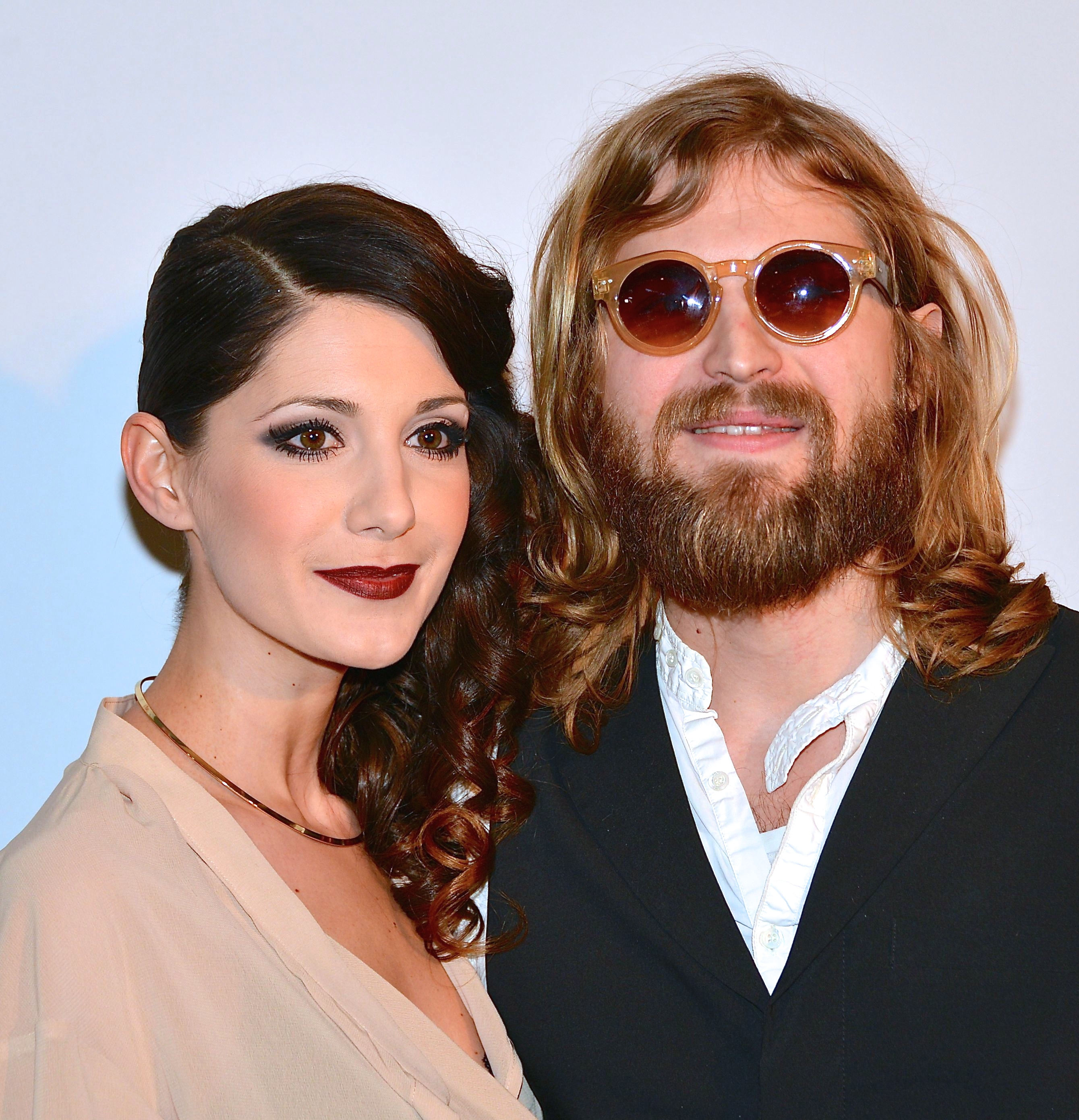
Nina Zanjani und Joel Magnusson bei der Guldbagge-Gala am 21. Januar 2013 in Stockholm

In Helena Bergströms Regiedebüt Se upp för dårarna übernahm sie als Tochter Yasmin eine Hauptrolle. Seit 2007 ist sie Ensemblemitglied an Göteborgs Stadsteater, wo sie unter anderem die Rolle der Königin Elisabeth in Don Carlos darstellte und im Stück Night Rider von Björn Runge auftrat. 2010 gab sie die Titelrolle von Klaras Reise, wirkte 2011/2012 in einer Zusammenarbeit mit der tansanischen Theatergruppe Theatre Lab in der Titelrolle in Antigone und in einer Inszenierung von Bibeln von Niklas Rådström mit. 2013/2014 gab sie die Eliza in Pygmalion, seit 2014 die Titelrolle in Fräulein Julie.
Zudem hatte sie ein Engagement für die Inszenierung von Nathan der Weise am Stockholmer Stadttheater. 2015/2016 trat Zanjani als Ophelia in Hamlet am Dramaten in Stockholm auf, wohin sie wieder zurückgekehrt ist.
In Bereich Film und Fernsehen spielte sie in der Serie Selma über Selma Lagerlöf des schwedischen Fernsehsenders SVT und 2010 in Josef Fares Farsan. Im deutschsprachigen Raum ist Nina Zanjani vor allem als Polizeianwärterin Isabell Melin in zwölf von 13 Folgen der zweiten Staffel der Fernsehserie Mankells Wallander bekannt geworden. Ihre dortige Beteiligung endete mit der Folge „Mankells Wallander: Inkasso“ (schwedisch: „Indrivaren“), in der Isabell die Polizei Ystad verlässt.

## Auszeichnungen
- 2012: Stipendium „Marianne & Sigvard Bernadotte Art Awards“[1]

## Filmografie (Auswahl)
- 2007: Se upp för dårarna
- 2008: Selma (Fernsehserie)
- 2009–2010: Mankells Wallander (Wallander, 2. Staffel)
- 2010: Farsan
- 2010: Home for Christmas (Hjem til jul)
- 2011: Sometimes Winter Comes at Night (Nogle Gange Kommer Vinteren om Natten)
- 2016: Maria Wern, Kripo Gotland, Folge: Eine andere Welt (Maria Wern: Smutsiga avsikter)
- 2017: Exfrun
- 2018: Halvdan, der Wikinger (Halvdan Viking)
- 2018: Agenterna (Fernsehserie)
- 2019–2020: Einfach Liebe – Onlinedates und Neuanfänge (Älska mig; Fernsehserie)
- 2020–2022: Hamilton – Undercover in Stockholm (Hamilton, Fernsehserie)
- 2022: Harmonica  (Fernsehserie)
- 2023: Knyckertz & snutjakten